# くまのコールテンくん
『くまのコールテンくん』（Corduroy）は、アメリカの作家ドン・フリーマンの絵本であり、代表作。誰かに買われたいテディベアのデパートの冒険と、彼を欲しがった少女との触れ合いを描く。原語版は1968年に、日本では1975年5月に松岡享子による翻訳で偕成社から出版された。
原語ではタイトルおよび主人公のテディベアの名前は「Corduroy」（コーデュロイ）だが、布としてのコーデュロイは日本では「コール天」と呼ばれていた関係で、訳者の松岡は日本語版にて「コールテン」としている。しかし、続編では「コーちゃん」「コードリー」などとされていたりと、訳者によってブレがある。2021年に好学社から発刊された『コールテンくんのクリスマス』（訳：木坂涼）からは「コールテン」に戻され、以前の作品も同じく木坂による翻訳で「コールテンくん」に改題したものが好学社から新たに発刊されている。本記事では全ての作品にて主人公の名前を「コールテン」と記述する。
無条件で愛されることの喜びや、お気に入りを見つけて大事にすることの素晴らしさを描いた名作として長年に渡って愛読されており、全米教育協会は「教師が選ぶ子供向けの本TOP100」の1つに挙げている他、アメリカの専門誌School Library Journalにて2012年に行われた世論調査でもTOP100の絵本に選ばれている。

## あらすじ
緑のズボンを履いたくまのぬいぐるみのコールテンは、デパートのおもちゃ売り場で誰かが買ってくれるのを待っていた。ある日、リサという女の子がコールテンを欲しがったが、母親に「吊り紐のボタンが取れている」と反対された。その晩、コールテンはボタンを探しに夜のデパートの探索に出発し、初めてのエスカレーターや家具売り場に驚きつつ商品のマットレスからボタンを取ろうとしたものの、あと一歩のところで警備員に見つかり、売り場に戻されてしまった。しかし翌朝、リサが自分のお小遣いをはたいてコールテンを買いに来てくれた。コールテンは念願のリサの家に連れ帰られ、ボタンも付けてもらえた。二人はかけがえのない友達になったのだった。

## 歴史
ドン・フリーマンはデパートの豪華さと訪れる人々の質素な生活を重ね合わせた物語を構想し、夜のデパートを探索する絵本を書こうと思った。しかしテディベアを主人公にした理由は「覚えていない」という。「Corduroy」という名前はドンの未発表の作品に登場する少年と、息子ロイ・フリーマンのかつてのニックネームから取られた。
ドンは出版元としてバイキングプレスを当たったものの、同社は毎年少数の本しか出版していなかったために却下された。その後は別の出版社を当たったがそちらでも却下され、最終的にバイキングプレスに再アプローチを掛けた末に出版に至った。ロイは父が辿ったこの経緯を、当初はボタンが無くて拒否されたが、諦めずに勇気を出したコールテンに例え、教訓として語っている。

## 続編
ドン・フリーマンの死後は、元バイキングプレスのアートディレクターでドンの友人でもあった児童文学家のB.G.ヘネシーや、イラストレーターのジョディー・ウィーラーによって続編が執筆されている。

### A Pocket for Corduroy
1978年刊行。ドン・フリーマンによる本作の後日談。ドン自身は出版前に死去している。リサに連れられて行ったコインランドリーにて、コールテンが自分のズボンに付けられるポケットを探す。ほるぷ出版版は表題の通りコールテンの呼称が「コーちゃん」になっている。好学社版ではタイトル、呼称共にコールテンに戻された。
- 『コーちゃんのポケット』 訳：西園寺祥子 1982年 ほるぷ出版 9784593501687
- 『コールテンくんのポケット』訳：木坂涼 2022年 好学社 9784769022701

### Corduroy Lost and Found
2006年刊行。B.G.ヘネシーによる続編。作画はジョディー・ウィーラー。コールテンがリサへの誕生日プレゼントを探して家を抜け出す。小峰書店版はコールテンの名前が原語に近い「コードリー」と訳されている。好学社版では前作同様、名前がコールテンに戻され、タイトルも改題された。
- 『くまのコードリーまいごになる』 訳：浜崎絵梨 2010年 小峰書店 9784338235082
- 『まいごのコールテンくん』訳：木坂涼 2023年 好学社 9784769022848

### A Christmas Wish For Corduroy
2014年刊行。B.G.ヘネシーとジョディー・ウィーラーによる本作の前日譚。コールテンが緑のズボンと名前を得た経緯が描かれ、最後は本作へと続く。
- 『コールテンくんのクリスマス』 訳：木坂涼 2021年 好学社 9784769022589

### Corduroy Takes A Bow
2018年刊行。著者は女優・プロデューサーのヴィオラ・デイヴィスで、B.G.ヘネシーと共同で執筆した。作画は引き続きジョディー・ウィーラーが担当。リサに連れられて行った劇場をコールテンが探検する。
- 『コールテンくん ステージにたつ』 訳：木坂涼 2024年 好学社 9784769022947

海外ではこの他にも、ボードブックなどで多数のスピンオフ作品が発売されている。

## 映像作品

### 実写
1984年にアメリカで短編実写映画として制作された。大筋は原作通りだが、コールテンが家具売り場に行く前に玩具の機関車に乗ってしまったり、キャンプ用品に紛れて警備員をやり過ごすなどのオリジナルシーンが追加されている。また、コールテンは原作と違って喋らない。日本ではヤマハミュージックアンドビジュアルズより発売されていた『世界絵本箱』シリーズの一作として『くまのコールテンくん』のタイトルでリリースされ、VHS「世界絵本箱ベストセレクションVol.6」に収録された。2009年には「世界絵本箱DVDセレクション」第5弾としてDVDでも発売された。絵本・児童書の情報サイト「絵本ナビ」のプレミアムサービスでも、世界絵本箱シリーズ独占配信の一環で配信されている。吹き替えは渕崎ゆり子などが担当。
1986年には『A Pocket for Corduroy』も実写化されたが、こちらは日本では発売されていない。監督を始め、スタッフは続投しているがキャストは入れ替わっている。原作はコインランドリーに置き去りになったコールテンがリサが迎えに来るまでの一夜を過ごす話なのに対し、実写版は間違えて別の家に連れて行かれたコールテンがリサの元へ戻るべく奮闘するという内容であり、導入部と結末以外は原作とほぼ別物となっている。
2016年には映画化が発表されたが、2023年現在動きは無い。

### アニメ
アメリカでは1996年から1999年まで、『The Adventures of Corduroy』のタイトルでアニメ化された。また、カナダでも『Corduroy』としてアニメ化され、2000年から2001年まで放送されている。どちらも日本未放送。後者はツリーハウスのYouTubeチャンネルで公開されている。